# 숀 웨이스

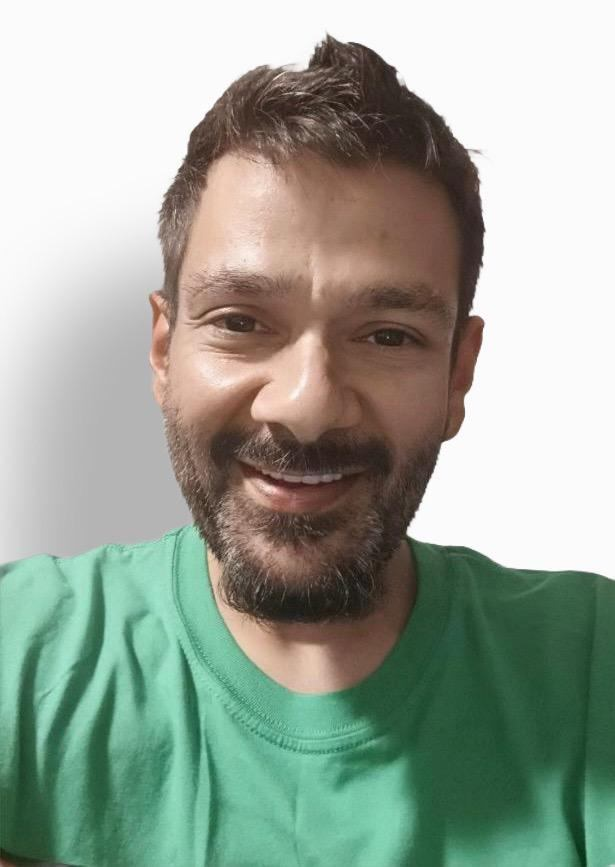

숀 와이스(Shaun Weiss, 영어 발음: /ˈwaɪs/, 1978년 8월 27일 ~ )는 미국의 배우이다.

## 출연 작품

### 영화
- 마이티 덕 (1992) - 그레그 골드버그 역
  - 마이티 덕 2 (1994)
  - 마이티 덕 3 (1996)
- 디즈니 캠프 (1995)
- 펌프킨 (2002)
- Suits on the Loose (2005)
- 드릴빗 테일러 (2008)

### 텔레비전
- 킹 오브 퀸즈 (1998-99, 2003)
- 프릭스 앤 긱스 (1999-2000)